# Conflito armado na Rocinha em 2017
Um conflito armado iniciou na Rocinha, favela da cidade do Rio de Janeiro, em 17 de setembro de 2017, a partir de uma disputa pelo controle do tráfico de drogas entre Antônio Bonfim Lopes, o Nem da Rocinha, e Rogério Avelino da Silva, o Rogério 157. O conflito entre os Traficantes matou ao menos 20 pessoas.

## Cronologia

### Agosto de 2017
Na madrugada do dia 14 de agosto de 2017, um Toyota Etios de cor prata foi parado por policiais quando deixava a Rocinha pela Estrada da Gávea, principal via de acesso ao bairro. No veículo, estavam os corpos de Robson Silva, Welington Nascimento e Ítalo de Jesus Campos, o 'Perninha', membros do grupo de Antônio Bonfim Lopes, o Nem da Rocinha. Estes assassinatos que, segundo a polícia, podem ter acontecido por ordens de Rogério Avelino da Silva, parecem marcar o início de uma disputa pelo controle do tráfico de drogas na comunidade.
Rogério Avelino da Silva, o Rogério 157, era o atual comandante do tráfico na Rocinha, substituindo, desde 2013, Nem da Rocinha, de quem fora ex-segurança pessoal. Temendo que Perninha, o segundo na hierarquia da facção, tomasse o controle do tráfico a pedido de Nem, preso na Penitenciária Federal de Porto Velho, Rogério teria ordenado a sua morte e se negado a acatar a determinação de Nem sobre entregar o controle da favela.
Tanto Nem quanto Rogério 157 faziam parte da facção Amigos dos Amigos (ADA), um dos principais regimentos do narcotráfico no Rio de Janeiro, ao lado do Comando Vermelho (CV) e do Terceiro Comando Puro (TCP). Jornalistas que estudam a dinâmica do tráfico na cidade, como o inglês Misha Glenny, autor da biografia de Nem da Rocinha, já identificavam uma disputa interna na ADA pelo comando da favela mais de um ano antes do início do confronto armado. Neste contexto, uma figura se destaca, Danúbia Rangel de Souza, esposa de Nem, que teria se aliado a Perninha para assumir o controle dos pontos de venda de drogas na Rocinha. A disputa se acirrou quando parentes de Nem foram expulsos da comunidade por traficantes ligados a Rogério.
Informações do Ministério Público revelam que, além dos lucros sobre o tráfico de drogas, o domínio de Rogério 157 também passou a explorar outros serviços, como a venda de botijões de gás, cujos preços foram elevados de R$70 para cerca de R$100 em algumas partes da favela. Também teria sido elevada a taxa para a operação dos mototaxistas no morro.

### Setembro de 2017
Um clima de tensão se instalou na Rocinha no sábado, 16 de setembro de 2017, prenunciando que a disputa interna na ADA, entre Nem e Rogério, deveria se transformar num conflito armado nas próximas horas. Um dia antes, do outro lado da cidade, na Zona Norte, traficantes do Comando Vermelho tentavam invadir o Morro do Juramento, em Vicente de Carvalho, deixando pelo menos sete pessoas mortas, na tentativa de assumir o controle da favela também dominada pela ADA. No mesmo dia, outra comunidade controlada pela ADA, o Nogueira, no Realengo (bairro do Rio de Janeiro), Zona Oeste, também teria sido invadida por milicianos. Os três episódios demonstram a recrudescência da disputa territorial entre os traficantes da cidade, inclusive em pontos antes considerados menos violentos, como a Rocinha.
Finalmente, no domingo, 17 de setembro, por volta das 6h da manhã, os moradores da Rocinha foram despertados por uma intensa troca de tiros entre traficantes rivais e uma equipe da Unidade de Polícia Pacificadora (UPP), que foi atacada na Via Ápia, principal rua de comércio da favela. Há relatos e registros em vídeo de que criminosos de outras comunidades dominadas pela facção foram recrutados por Nem para retomar o controle da favela. Durante o confronto, moradores tiveram veículos roubados e outros não conseguiram sair de casa. Alguns acessos da estação São Conrado do metrô foram fechados e houve danificação à rede elétrica, deixando diversas áreas da favela sem luz.
Por ordem dos traficantes, o comércio na região foi fechado e linhas de ônibus foram impedidas de trafegar na tarde de segunda-feira, 18 de setembro. Novos tiroteios voltaram a acontecer, principalmente na parte alta da comunidade, a Rua 1. Segundo relatos, Rogério 157 e Danúbia estariam se escondendo na favela. Também foram encontrados corpos carbonizados e contabilizadas, pelo menos, quatro mortes. Segundo o porta-voz da Polícia Militar do Rio de Janeiro (PMERJ), Ivan Blaz, a PMERJ já havia sido informada que os criminosos planejavam a invasão, embora não tenha tentado impedi-la. O major também justificou a tática dos policias de não se envolverem no conflito de domingo: "De fato, não estavam ali preparados para lidar com esse tipo de evento crítico e que optaram, realmente, por preservar as suas vidas e daqueles que estavam ali próximos a eles."
Na manhã de terça-feira (19), o Batalhão de Operações Especiais (BOPE), o batalhão de choque (BPChq) e o Batalhão de Ações com Cães (BAC) deram início a operações em seis comunidades da cidade, incluindo a Rocinha, para conter as ações criminosas. Mais de 6 mil crianças tiveram as aulas suspensas em pelo menos doze unidades de ensino. No mesmo dia, o secretário de segurança do Estado do Rio, Roberto Sá, fez a sua primeira declaração sobre o conflito, admitindo falha em ação na Rocinha. Em entrevista ao RJTV, da TV Globo, ele afirmou que solicitara o aumento do efetivo policial na comunidade.
O ministro da defesa do governo Michel Temer, Raul Jungmann, declarou em entrevista ao Fantástico, semanário da TV Globo, que havia problemas de integração entre as Forças Armadas e as polícias do estado. Um dia depois, contrariando o ministro, o Comando Militar do Leste emitiu uma nota negando qualquer tipo de dificuldades com a Secretaria Estadual de Segurança, declarando-se em condições de agir de forma integrada.